# Abbaye de l'Éclache
L'abbaye de l'Éclache (anciennement orthographiée Esclache) est une abbaye cistercienne féminine, située en Auvergne. Fondée sur le territoire de l'actuelle commune de Prondines, elle est déplacée en 1648 à l'intérieur des murs de Clermont-Ferrand.

## Situation et toponymie
L'ancienne abbaye était située dans l'actuel hameau de l'Éclache, environ un kilomètre à l'ouest et légèrement en contrebas de l'A89. Plus précisément, les bâtiments se trouvaient en rive droite de la Ribbe, affluent du Sioulet, le long d'un plan d'eau, et à environ 920 mètres d'altitude ; l'actuelle route départementale D61 fait le tour de l'ancien emplacement de l'édifice.
Le site, conformément aux habitudes cisterciennes, n'est pas très favorable. Outre son altitude élevée, il est de caractère marécageux, car de nombreuses sources formant la Ribbe s'y enchevêtrent. L'étang qui constitue le centre du dispositif est d'ailleurs une création monastique. Le monastère n'occupe pas exactement le fond de la modeste vallée, mais une petite butte qui domine la zone humide ; pour autant, la faible importance du cours d'eau ne permet pas de qualifier cette élévation de terrain de terrasses alluviale ni même de coteau. L'implantation de l'abbaye de l'Éclache participe donc d'un site un peu hybride, qui implique un principe propre d'alimentation en eau.
Cependant, l'emplacement jouit au Moyen Âge de certains avantages, à commencer par une certaine indépendance vis-à-vis des pouvoirs alors en place : l'évêque de Clermont, le roi et le chapitre cathédral de Clermont. De surcroît, l'abbaye est située à proximité des routes Clermont-Limoges et Clermont-Brives.

## Historique

### Fondation
Les sources dont on dispose sont très lacunaires. La Gallia Christiana avance une fondation en 1159, sans qu'aucun autre document vienne confirmer ni infirmer cette date. Ce qui est certain, c'est que l'abbaye prospère avant 1188.
Ambroise Tardieu propose quant à lui une fondation en 1146, et donc par Robert III, se fondant sur les donations des comtes d'Auvergne ; les études récentes, notamment la thèse d'Emma Bouvard, ont confirmé cette probabilité.
En tous les cas, l'abbaye, fondée par des moniales venues de Tart, est placée sous la responsabilité de Bellaigue.

### Moyen Âge
La communauté monastique aménage tout d'abord le site en drainant les rus qui viennent grossir le marécage et en creusant l'étang à des fins piscicoles.
Parmi les ressources exploitées par l'abbaye, des prospections récentes ont révélé une activité minière assez notable, mais la faiblesse de la documentation relative à cette abbaye ne permet pas de déterminer entre quelles dates cette activité fut développée par l'établissement, ni quelle était exactement l'emprise du monastère sur la mine. La proximité des routes entre Auvergne et Limousin permet la construction d'un « Hôtel des étrangers » qui est mentionné en 1369.
Les possessions directes de l'abbaye s'étendent dans quatre domaines géographiques distincts : la Combraille autour du monastère évidemment, le Limousin avec les possessions entourant le prieuré de Derses, un autre prieuré au nord, aux frontières de l'Auvergne, du Bourbonnais et de la Marche, enfin dans la « Limagne des Buttes » au sud-est de Clermont.
La monographie d'Ambroise Tardieu, parue en 1861, évoque une communauté de 90 moniales, et même, au XIIIe siècle, de deux cents religieuses, ce dernier nombre semblant très improbable. On sait que l'Éclache fonde une abbaye-fille en 1188, celle de Bussières-les-Nonains à Saint-Désiré. Cette « fondation » est en réalité l'intégration d'une communauté préexistante, mais non structurée par une règle, dans l'ordre cistercien.
L'intégration de la Bussière est en tout cas un élément important et douloureux dans l'histoire de l'Éclache. En effet, l'autonomie plus ou moins tolérée des débuts de la branche féminine est ensuite proscrite par le chapitre général, et chaque abbaye féminine est encadrée par une abbaye masculine ; dans le cas de la Bussière, une contestation se produit, les moniales de l'Éclache n'acceptant pas ce qu'elles considèrent comme une ingérence des moines de Noirlac. La crise est si grave que l'abbaye est placée sous la responsabilité directe de Cîteaux de 1189 à 1261.
L'Éclache fonde plus tard le prieuré de Derse à Saint-Hilaire-Peyroux en Limousin ; la date précise n'est pas connue, peut-être à la fin du XIIe siècle, en tout cas avant 1218, sur des terres données par les seigneurs de Malemort.

### Les crises de la fin du Moyen âge
Dans les années 1360, les exactions de la guerre de Cent Ans touchent l'abbaye. Le 25 octobre 1366, le duc Jean de Berry affirme que « des Anglais [… ont] ruiné l’abbaye de l’Éclache, tant à cause des contributions qu’ils avaient exigées qu’en raison des séjours que plusieurs de leurs compagnies et de leurs détachements y avaient effectués ». Ces incursions, ainsi que celles des Écorcheurs et des Grandes compagnies, marquent très durablement la région, qui est encore considérée comme déserte en 1410.
La guerre de Cent Ans se double de conflits locaux. Le premier voit l'affrontement de Georges Ier de La Trémoille et de sa femme Jeanne II d'Auvergne, spoliée par ce second mari, et qui voulait faire des La Tour ses héritiers ; Georges Ier fait alors appel aux services du mercenaire Rodrigue de Villandrando, particulièrement violent, pour appuyer ses revendications. Le second, plus local, correspond aux revendications de Pierre de Beaufort, vicomte de Turenne sur la ville d'Herment. Face à ces menaces, le 23 février 1436, les religieuses obtiennent de Charles VII le droit de fortifier l'abbaye, fortifications qui se bornèrent probablement à la construction d’une tour et au confortement du mur de clôture.
Plus encore que des conflits armés, l'abbaye est victimes des disettes et épidémies de la fin du XIVe siècle. Le 2 janvier 1369, quatorze religieuses pétitionnent contre leur abbesse, affirmant que leur nombre est tombé de deux cents à cent par suite des crises. Ces deux nombres paraissent exagérés aux historiens modernes, qui estiment plutôt que la communauté était forte d'environ 90 moniales avant 1340. Par contre, le 12 mai 1411, un acte mentionne pour l'abbaye onze religieuses, dont l'abbesse et la prieure ; le 22 août 1453, ce totale et descendu à six ; par la suite, une légère croissance se fait à nouveau sentir, avec dix religieuses le 11 février 1457, treize le 20 décembre 1459, quatorze le 5 mars 1476, enfin vingt-six le 16 février 1536.
Enfin, en conséquence de ces crises, les difficultés de l'abbaye deviennent économiques, avec de nombreuses rentes dues impayées, au moins jusqu'à la fin de la guerre de Cent Ans.

### La commende et les guerres de religion
L'Éclache subit des pillages durant les guerres de religion, ainsi qu'un incendie en 1637. À cette date, les religieuses sont au nombre de dix-sept ou dix-huit ; cependant, l'absence totale de confort au monastère, ainsi que le relâchement très net du respect de la règle font que les religieuses, à l'instar de leur abbesse, passent le plus clair de leur temps dans leur famille.
Un lien assez fort semble exister entre l'Éclache et les Ayes, près de Grenoble ; deux religieuses de l'établissement auvergnat deviennent en effet abbesse dans le monastère dauphinois. Isabelle de Saint-Aignan est nommée abbesse en 1420 et remet sa charge en 1459 en faveur de Catherine de Saint-Aignan ; Marguerite de Ribiers, entrée à l’Éclache à l’âge de douze ans,  est nommée abbesse des Ayes par bulle de Clément VII en 1524, et le demeure jusqu'à ce qu'elle remette sa charge à sa sœur Catherine en 1548.

### Le déménagement à Clermont
En vertu des conseils prodigués par le concile de Trente, et compte tenu de la misère matérielle et spirituelle de la communauté des cisterciennes (plus particulièrement la vie dissolue de l'abbesse Gabrielle de Chabannes, réputée pour sa « vie galante »), Joachim d'Estaing, évêque de Clermont, décide en 1646 de déplacer la communauté depuis l'Éclache jusque sous les remparts de Clermont, dans un lieu où les autorités ecclésiastiques pourront plus aisément veiller au respect de la règle,.
La première maison où la communauté s'installe est située dans le faubourg dit « Fontgiève », au nord-ouest du centre, dans la « maison de la Châsse », située au 70 rue Fontgiève. Dans un second temps, une maison définitive est construite au sud-est du centre, dans une zone déjà occupée par des communautés religieuses : l'Éclache ets placée entre les Bénédictines au nord et les Capucins au sud. La rue qui abrite leur couvent est ensuite nommée « rue de l'Éclache », mais a été renommée « rue Bardoux » depuis,.
Le déménagement est très mal vécu par certaines religieuses, dont l'abbesse. Cette dernière, Gabrielle de Chabannes, reçoit le titre abbatial (commendataire) très jeune (quinze ou seize ans), et ne parvient guère à abandonner la vie mondaine ; ainsi, en 1642, elle se fait « enlever » par un jeune cavalier. Confrontée au déplacement forcé de sa communauté, elle se rebelle, veut retirer l'Éclache de la juridiction épiscopale et ne dépendre que de Cîteaux, s'évade de Fontgiève avec ses religieuses pour retourner dans la campagne, enfin mobilise sa famille qui accueille en armes les représentants de l'évêque. Finalement, un compromis est trouvé grâce à la médiation de Claude Vaussin, abbé de Cîteaux. Les religieuses acceptent le déménagement à Clermont ; mais, pour Gabrielle de Chabannes, cette solution n'est pas acceptable ; elle se démet de sa charge abbatiale, qu'elle transmet à une de ses nièces, en 1652, et quitte le couvent ainsi que la vie religieuse. La nièce de Gabrielle est d'ailleurs aussi remontée contre la réforme que sa tante et souhaite également un retour à la montagne ; mais seule une partie de sa communauté la suit. Six des religieuses, au contraire, tiennent pour la réforme, et supplient le nouvel archevêque, Louis d'Estaing (frère du précédent), de ne pas accéder aux demandes de leur abbesse, « pour éviter la ruine de la discipline ».
En 1667, soit peu de temps après le déménagement, les religieuses ne sont que seize. Ce nombre diminue encore lentement jusqu'à la Révolution française ; en 1790, on compte onze cisterciennes à l'Éclache. À cette date, c'est d'ailleurs la seule maison de religieuses cisterciennes de toute l'Auvergne. De surcroît, l'ordre cistercien n'a plus à cette date un rayonnement suffisant pour attirer de nombreuses vocations, et l'Éclache est une des maisons religieuses d'Auvergne qui enregistre le moins de vocations. Cependant, on ne peut pas parler d'une communauté figée. En effet, à la veille de la Révolution, la moyenne d'âge des religieuses est de 44 ans et demi, ce qui place l'Éclache en tête des maisons religieuses les plus jeunes de l'Auvergne.
Les comptes du XVIIIe siècle (1723-1724 en l'occurrence) révèlent un établissement très pauvre, et plutôt mal géré : le revenu total est de 5 719 livres, soit environ quatre cents livres par religieuse, ce qui correspond au salaire annuel d'un tailleur ou d'un cordonnier ; le déficit de l'année est de 1 395 livres.
Le site de Prondines continue d'être entretenu, notamment dans ses aménagements hydrauliques, jusqu'au milieu du XVIIIe siècle, puisque la carte de Cassini (feuille d'Aubusson, tracée en 1760-1761) fait mention de ceux-ci. Puis, probablement en raison de la Révolution, il est négligé et la pièce d'eau retrouve un aspect marécageux. Ce n'est qu'au XXe siècle que de nouveaux aménagements hydrauliques redonnent au site une topographique comparable à celle du Moyen Âge.

## Architecture
Le seul reste actuel de l'abbaye médiévale est la chapelle, restaurée en 2012 grâce à des financements communaux et départementaux et ré-inaugurée le 18 août de cette année.